# Xanthorhoe ranensis
Xanthorhoe ranensis là một loài bướm đêm trong họ Geometridae.